# Lomandra
Lomandra es un género con 51 especies de plantas con flores perteneciente a la antigua familia Laxmanniaceae ahora subfamilia Lomandroideae. 
Son plantas herbáceas perennes nativas de Australia.

## Taxonomía
El género fue descrito por Jacques Julien Houtton de La Billardière  y publicado en Novae Hollandiae Plantarum Specimen 1: 92. 1804[1805].

## Especies
| - Lomandra banksii (R.Br.) Ewart - Lomandra bracteata A.T.Lee - Lomandra brevis A.T.Lee - Lomandra brittanii T.S.Choo - Lomandra caespitosa (Benth.) Ewart - Lomandra collina (R.Br.) Ewart - Lomandra confertifolia (F.M.Bailey) Fahn - Lomandra cylindrica A.T.Lee - Lomandra densiflora J.M.Black - Lomandra drummondii (F.Muell. ex Benth.) Ewart - Lomandra effusa (Lindl.) Ewart - Lomandra elongata (Benth.) Ewart - Lomandra fibrata J.M.Black - Lomandra filiformis (Thunb.) Britten in J.Banks - Lomandra fluviatilis (R.Br.) A.T.Lee - Lomandra glauca (R.Br.) Ewart - Lomandra gracilis (R.Br.) A.T.Lee - Lomandra hastilis (R.Br.) Ewart - Lomandra hermaphrodita (C.R.P.Andrews) C.A.Gardner - Lomandra hystrix (R.Br.) L.R.Fraser & Vickery - Lomandra insularis Schltr. - Lomandra integra T.D.Macfarl. - Lomandra juncea (F.Muell.) Ewart - Lomandra laxa (R.Br.) A.T.Lee - Lomandra leucocephala (R.Br.) Ewart - Lomandra longifolia Labill. | - Lomandra maritima T.S.Choo - Lomandra micrantha (Endl.) Ewart - Lomandra montana (R.Br.) L.R.Fraser & Vickery - Lomandra mucronata (R.Br.) A.T.Lee - Lomandra multiflora (R.Br.) Britten in J.Banks - Lomandra nana (A.T.Lee) A.T.Lee - Lomandra nigricans T.D.Macfarl. - Lomandra nutans T.D.Macfarl. - Lomandra obliqua (Thunb.) J.F.Macbr. - Lomandra odora (Endl.) Ewart - Lomandra ordii (F.Muell.) Ewart - Lomandra patens A.T.Lee - Lomandra pauciflora (R.Br.) Ewart - Lomandra preissii (Endl.) Ewart - Lomandra purpurea (Endl.) Ewart - Lomandra rigida Labill. - Lomandra rupestris (Endl.) Ewart - Lomandra sericea (Endl.) Ewart - Lomandra sonderi (F.Muell.) Ewart - Lomandra sororia (F.Muell. ex Benth.) Ewart - Lomandra spartea (Endl.) Ewart - Lomandra spicata A.T.Lee - Lomandra suaveolens (Endl.) Ewart - Lomandra teres T.D.Macfarl. - Lomandra tropica A.T.Lee |